# Colpotrochia assamensis
Colpotrochia assamensis là một loài tò vò trong họ Ichneumonidae.